# Arne Qvick
Edvin Arne Qvick, folkbokförd Kvick, född 6 oktober 1937 i Bollnäs, är en svensk sångare.
Qvick, som var utbildad och arbetade som elektriker, fick med sin sång "Rosen" en mycket stor succé i december 1969. Han hade givit ut låten redan 1963, men den version som uppmärksammades var inspelad 1966 och hade via studentkretsar spridits runt landet. 
Sången, som består av både talad och sjungen text, låg på första plats på Kvällstoppen i fem veckor och fick 1969 en guldskiva för 100 000 sålda exemplar. Qvick har därefter medverkat på över ett dussin LP-skivor, som dock inte fått samma genomslag.

## Diskografi
LP
- 1970 – Rosen
- 1971 – Små Nära Ting
- 1973 – Vid Ljusnans Stränder (Snoddas och Rosen)
- 1974 – Vår Hembygds Kyrka (Snoddas och Rosen)
- 1975 – Två glada laxar (Gösta "Snoddas" Nordgren och Arne "Rosen" Qvick)
- 1976 – Ödemarksro
- 1979 – Låtar För Dej
- 1981 – Melodier Man Minns
- 1983 – Helgdagskväll i timmerkojan (Arne Rosen Qvick & Sven Tomtélius)
- 1984 – Förlåt mina tårar
- 1985 – Vildmarkens sång
- 1988 – Arne Qvick
- 2001 – I Mora 2001 (CD)
- 2010 – Det är dig jag tänker på

Singlar & EP
- 1963 – Rosen / Drömmar
- 1964 – Minnenas Gata / Lyckeby Gård
- 1966 – Rosen
- 1967 – Glöm ej Mor
- 1969 – Varför? / Minnenas Stad
- 1970 – Sjunger Tillsammans (Arne Quick och Gösta Snoddas"
- 1972 – Solen kan ej skina varje dag
- 1974 – Från Hälsingland / Storfiskarvalsen (Snoddas och Rosen - Två Glada Laxar)
- 1993 – Rosen / Är du ensam i kväll?

## Filmografi
- 1969 – Åsa-Nisse i rekordform